# Étoile Sportive du Sahel (Basketball)
Die Basketballabteilung von Étoile Sportive du Sahel (arabisch النجم الرياضي الساحلي, DMG an-Naǧm ar-Riyāḍī as-Sāḥilī) ist Teil des traditionsreichen Mehrspartenvereins Étoile Sportive du Sahel aus der Küstenstadt Sousse in Tunesien. Die Mannschaft zählt zu den erfolgreichsten Basketballteams des Landes und hat sowohl auf nationaler als auch auf internationaler Ebene mehrere Titel errungen. Heimspiele werden in der Salle Olympique de Sousse ausgetragen, welche Platz für 5000 Zuschauer bietet.
Das Team stieg 1969 in die erste Liga auf und spielte dort seitdem ununterbrochen. In der Saison 2020/21 musste die Mannschaft nach 52 Jahren erstmals wieder in der zweiten Liga antreten, nachdem sie im Play-out mit 67:77 gegen ES Goulettoise verloren hatte.
ES Sahel kehrte nach dem Gewinn der Zweitligameisterschaft 2022 direkt in die erste Liga zurück und spielt seitdem wieder in der ersten Liga.

## Erfolge
| National | International |
| --- | --- |
| - Tunesische Meisterschaft (6) - Sieger: 1981, 2007, 2009, 2011, 2012, 2013 - Vizemeister: 2014, 2016, 2017 - Tunesischer Pokal (5) - Sieger: 1981, 2011, 2012, 2013, 2016 - Finalist: 1980, 1982, 2010, 2018 - Tunesische 2. Liga (1) - Sieger: 2022 - Tunesischer Supercup (0) - Finalist: 2014 - Ligapokal (1) - Sieger: 2023 - Finalist: 2017, 2025 | - Afrikanischer Pokal der Landesmeister (1) - Sieger: 2011 - Finalist: 2008, 2013 - Arabischer Pokal der Landesmeister (2) - Sieger: 2015, 2016 |